# Franciszek Pawliszak
Franciszek Pawliszak ps. „Jan Gruda” (ur. 10 października 1906, zm. 27 stycznia 1974 w Nowym Jorku) – polski dziennikarz.

## Życiorys
Urodził się 10 października 1906. Pochodził z Monasterzysk. Podjął studia filozofii na Wydziale Humanistycznym Uniwersytetu Jana Kazimierza we Lwowie, które ukończył uzyskując tytuł doktora filozofii. Podczas studiów rozpoczął pracę w jednym z lwowskich dzienników. Po studiach pracował w referacie prasowym nowo otwartej rozgłośni lwowskiej Polskiego Radia. Wkrótce potem został przeniesiony do Polskiego Radia w Warszawie, gdzie został kierownikiem Wydziału Prasowanego w Biurze Informacji i Propagandy. Publikował artykuły publicystyczne oraz w zakresie krytyki teatralnej na łamach czasopism „Antena” i „Gazeta Polska”. Do 1939 figurował pod adresem ul. Ferdinanda Focha 5-7 w Warszawie.
Po wybuchu II wojny światowej we wrześniu 1939 wraz z ekipą Polskiego Radia przedostał do Rumunii, później przez Jugosławię i Włochy dotarł do Paryża. W stolicy Francji działał przy audycji nadawanej po polsku. Wobec zbliżania się wojsk niemieckich atakujących Francję ewakuował się przez Hiszpanię do Portugalii, a następnie statkiem portugalskim wraz z żoną odpłynął do Stanów Zjednoczonych (inna część polskich radiowców udała się wówczas drogą morską do Wielkiej Brytanii).
W Nowym Jorku został kierownikiem i redaktor oddziału Polskiej Agencji Telegraficznej. Później podjął pracę jako współpracownik nowojorskiego dziennika „Nowy Świat”. Przez ponad dwadzieścia lat pracował w polskiej sekcji audycji „Głos Ameryki”, posługując się pseudonimem „Jan Gruda”.
Zmarł 27 stycznia 1974 w Nowym Jorku. Był żonaty z Adelą Marią.

## Publikacje
- Radio w Polsce w latach 1935–1938 (1938)[7][8]
- Radiofonia w Polsce w: 20-lecie komunikacji w Polsce odrodzonej (1939)[9]